# Сафар
Сафар (араб. صفر) — другий місяць мусульманського місячного календаря. У місяці 30 днів. Сафар означає «жовтий». Це назва осіннього місяця коли рослини жовтіють і в'януть.
| За хіджрою             | Перший день       | Останній день  |
| ---------------------- | ----------------- | -------------- |
| 1431                   | 16 січня 2010     | 14 лютого 2010 |
| 1432                   | 5 січня 2011      | 3 лютого 2011  |
| 1433                   | 26 грудня 2011    | 23 січня 2012  |
| 1434                   | 14 грудня 2012    | 12 січня 2013  |
| 1435                   | 4 грудня 2013     | 1 січня 2014   |
| 1436                   | 23 листопада 2014 | 22 грудня 2014 |
| 1437                   | 13 листопада 2015 | 11 грудня 2015 |
| Сафар від 2010 до 2015 |                   |                |